# Остудин, Алексей Михайлович
Алексе́й Миха́йлович Осту́дин (род. 16 августа 1974, Москва, РСФСР, СССР) — российский теле- и радиоведущий, конферансье, продюсер, журналист, музыкальный критик.

## Биография
Алексей Михайлович Остудин родился в Москве 16 августа 1974 года. Окончив школу № 807 в 1991 году, он поступил в МГУ и в 1997 году стал его выпускником по специальности «политолог». Будучи студентом, он начал карьеру на радио. Остудин предложил своему другу, работавшему на радиостанции «Максимум», сделать обзор на альбом «Небальные танцы» кабаре-дуэта «Академия» и 29 марта 1994 года устроился на «Максимум», а его первый эфир состоялся через месяц. В дальнейшем Остудин работал на радиостанциях «Юность», «Маяк», «Радио России», «Деловая волна», «Милицейская волна», «М-радио», «Русское радио». С мая 1997-го по декабрь 1999 года он занимал должность директора информационного вещания и специальных проектов на радио «Хит FM». В середине 1990-х годов он в качестве журналиста был регулярным участником ток-шоу «Акулы пера» на телеканале «ТВ-6».

## Карьера
С конца 1990-х Остудин появляется в качестве ведущего зрелищных мероприятий, занимаясь также их организацией и проведением (концерты «Хит FM», премия «Звуковая дорожка», конкурс «Мисс травести Россия» и другие); выступает как конферансье и певец на корпоративных вечеринках. В 1997—2003 и 2011 годах он проводил молодёжные концертные программы в рамках фестиваля «Славянский базар».
В 2005 году Алексей Остудин занял должность главного редактора телеканала «Муз-ТВ», занимался выпуском документальных программ о шоу-бизнесе и был диктором в нескольких сериях цикла «Звёзды зажигают»; покинул пост главреда 18 января 2007 года, мотивировав свой уход тем, что «наступил предел моей реализации в этом месте, после чего, дабы не провоцировать застоя моей творческой мысли и не становиться обузой для дирекции „Муз-ТВ“, я решил покинуть канал». В том же году он был одним из продюсеров шоу «Ты суперстар!» (НТВ). Во второй половине 2000-х годов он также преподавал в Российском государственном торгово-экономическом университете.
Алексей Остудин был автором и продюсером документальных фильмов о группе «Агата Кристи» («Эпилог», 2010) и Сергее Пенкине («Народный артист», 2011).
В 2012 году Остудин стал постоянным автором и интервьюером на сайте «Трибуна Общественной палаты».
С 2016 года Остудин является ведущим телешоу «Ваше телевидение» на канале «Москва Доверие».
С 2019 года Остудин возобновил работу на фестивале «Новая волна» в Сочи в качестве ведущего прямых эфиров на красной ковровой дорожке, а также автора интервью со звёздами российской эстрады.
C 2018 Алексей Остудин является соучредителем агентства Iconic PR, которое специализируется на представительстве известных пятизвёздочных отелей на российском рынке. Является персональным амбассадором отеля и винного дома Il Borro, принадлежащего семье Ferragamo.